# Nervo ileoipogastrico
Il nervo ileoipogastrico è un nervo misto che origina dal ramo anteriore del 1° nervo lombare del plesso lombare e comprende fibre provenienti da T12 e L1.

## Territorio di innervazione
La componente muscolare innerva i muscoli larghi dell'addome, il retto dell'addome e il piramidale; la parte cutanea innerva la cute della regione ipogastrica, della natica e dei genitali esterni.

## Decorso
Dopo la sua origine, il nervo emerge dal margine laterale del grande psoas e si dirige obliquamente in basso al davanti del muscolo quadrato dei lombi fino a trovarsi sulla faccia mediale del muscolo trasverso dell'addome; quindi decorre fra il trasverso e l'obliquo interno e successivamente fra i due obliqui interno ed esterno. Termina a livello del muscolo retto dell'addome. Spesso si anastomizza con il nervo ileoinguinale.
Durante il suo decorso il nervo emette rami muscolari e un ramo cutaneo laterale. I suoi rami terminali sono un ramo cutaneo anteriore per la cute dell'addome e un ramo genitale che percorre il canale inguinale e raggiunge i genitali esterni.